# VfL Biedenkopf
Der Verein für Leibesübungen 1911 Biedenkopf e. V. ist ein deutscher Fußballverein mit Sitz in der Stadt Biedenkopf im Hessischen Hinterland.

## Geschichte

### Gründung bis Zweiter Weltkrieg
Der Verein wurde im Jahr 1911 als Fußballverein Union Biedenkopf gegründete und schaffte im 1914 das erste Mal eine Meisterschaft, während des Ersten Weltkriegs ruhte dann erst einmal der Spielbetrieb. Der zweite Fußballverein wurde mit dem SV Biedenkopf dann 1923 gegründet. Am 20. Oktober 1928 schlossen sich die beiden Vereine zum heutigen VfL Biedenkopf zusammen. Zu diesem Zeitpunkt besaß man neben Fußball noch die Abteilungen Leichtathletik, Schwimmen und Tennis. Im Jahr 1930 kamen dann noch die Abteilungen Handball und Boxen dazu. Der Fußball-Mannschaft gelang 1933 noch einmal die Meisterschaft und der Aufstieg in die Bezirksklasse. Während des Zweiten Weltkriegs musste der Spielbetrieb dann erneut ruhen.

### Nachkriegszeit
Nach dem Ende des Krieges gelang es 1949 der Fußball-Mannschaft die Meisterschaft in der A-Liga zu erreichen und damit in die Bezirksklasse aufzusteigen. Dort landete man im darauffolgenden Jahr hinter dem VfL Marburg auf dem zweiten Platz, womit die Mannschaft sich für den Aufstieg in die zu dieser Zeit drittklassige 1. Amateurliga Hessen qualifizierte. Mit 26:50 Punkten reichte es am Ende der Spielzeit 1950/51 dann jedoch nur für den 18. Platz, womit die Mannschaft direkt wieder absteigen musste. Bis ins Jahr 1955 hielt man sich dann auch noch in der Bezirksliga, danach musste der VfL in die A-Liga absteigen. Hier wurde die Mannschaft zwar 1957 Meister und durfte in die Bezirksklasse aufsteigen, jedoch hielt dies nur für eine Saison und es ging direkt wieder runter. Ein weiteres Jahr später sollte jedoch erneut die Meisterschaft in der A-Liga gelingen. Dieses Mal reichte es jedoch erneut für eine Saison, nach der die Mannschaft direkt wieder absteigen sollte. Nach einer Spielklassenreform ging es dann 1964 sogar in die B-Liga. Hier wurde der Verein im Jahr 1965 Meister und durfte in die A-Klasse Marburg-Biedenkopf aufsteigen. Von dort ging es dann im Jahr 1969 noch einmal nach der Meisterschaft in die Bezirksklasse.

### Letzte Jahrzehnte
In den folgenden Jahrzehnten pendelte die Mannschaft zwischen den Staffeln der Bezirksklasse und Kreisklasse. Nach dem Aufstieg 2012 in die Kreisoberliga folgten 2014 und 2017 Aufstiege in die Gruppenliga Gießen/Marburg. In der Spielzeit 2021/22 gelang der Aufstieg als Meister der Gruppenliga in die sechstklassige Verbandsliga Hessen Mitte.